# 弦楽四重奏曲第14番 (シューベルト)
弦楽四重奏曲第14番 ニ短調 D 810 は、フランツ・シューベルトが1824年3月に作曲した弦楽四重奏曲。シューベルトの弦楽四重奏曲の中でも最も演奏されている作品のひとつであり、第2楽章が自身の歌曲『死と乙女』（作品7-3, D 531）に基づいていることから『死と乙女』（しとおとめ、ドイツ語: Der Tod und das Mädchen）の愛称で親しまれている。

## 概要
この弦楽四重奏曲は前作『第13番 イ短調《ロザムンデ》』（作品29, D 804）とほぼ同時期に作曲されているが、この頃のシューベルトは苦境に立たされていた。というのも、前年の1823年には、当時不治の病といわれていた梅毒の症状が表れはじめ、それに起因して神経衰弱にもなってしまったために、同年5月には入院しなければならないほど（シューベルト研究をしている何人かの学者は、この時点で既に梅毒の第3期まで症状が進行していたのではないかと推測している）になっていた。また、収入を得るために一連の作品を出版しようと、1821年にアントン・ディアベリと出版契約を結んだものの悲惨な結果に終わり、ほとんど金銭を受け取ることが出来なかったため、金銭面でも困窮した状態となっていた。さらに、オペラ作曲家として成功しようと、1814年に作曲された『悪魔の別荘』（D 84）以降何度もオペラを書いているが、そのどれもが失敗しており、この年にはその生涯で最後となったオペラ『フィエラブラス』（D 796）が作曲されたものの、初演の直前に劇場の幹部と対立したため中止されお蔵入りとなり、これも失敗に終わってしまった。
しかし、そんな苦境の中でも創作意欲が衰えることはなく、本作もまたそんな中で書かれたものであるが、すべての楽章が短調で書かれており、病魔に冒され死期を悟ったシューベルトの絶望的な心境が垣間見える。
1825年から1826年にかけての冬に第2楽章の手直しが行われた後、同年2月1日に宮廷歌手のヨーゼフ・バルト（Joseph Barth）が居住していたウィーンのアパートで非公式に演奏されたが、初演は生前には行われず、シューベルトの死から5年が経った1833年3月に、ヴァイオリニストのカール・モーザーが率いる弦楽四重奏団によってベルリンで初演された。また、楽譜は1831年にウィーンで、フェラーク・ヨーゼフ・チェルニー（Verlag Josef Czerny）によって出版されている。
なお、自筆譜は現在、ニューヨーク・モルガン・ライブラリーに所蔵されている。

## 曲の構成

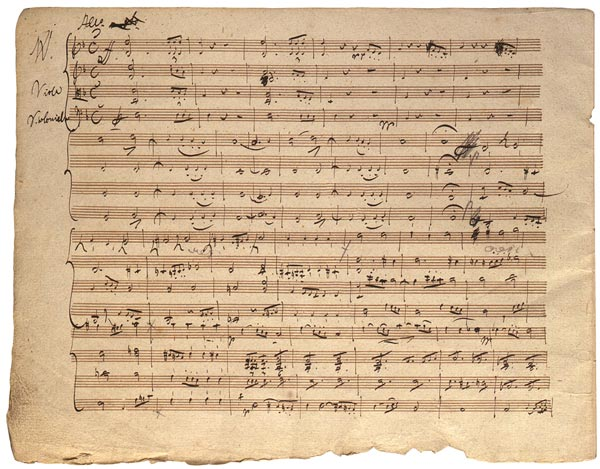
弦楽四重奏曲第14番の自筆譜（ニューヨーク・モルガン・ライブラリー所蔵）

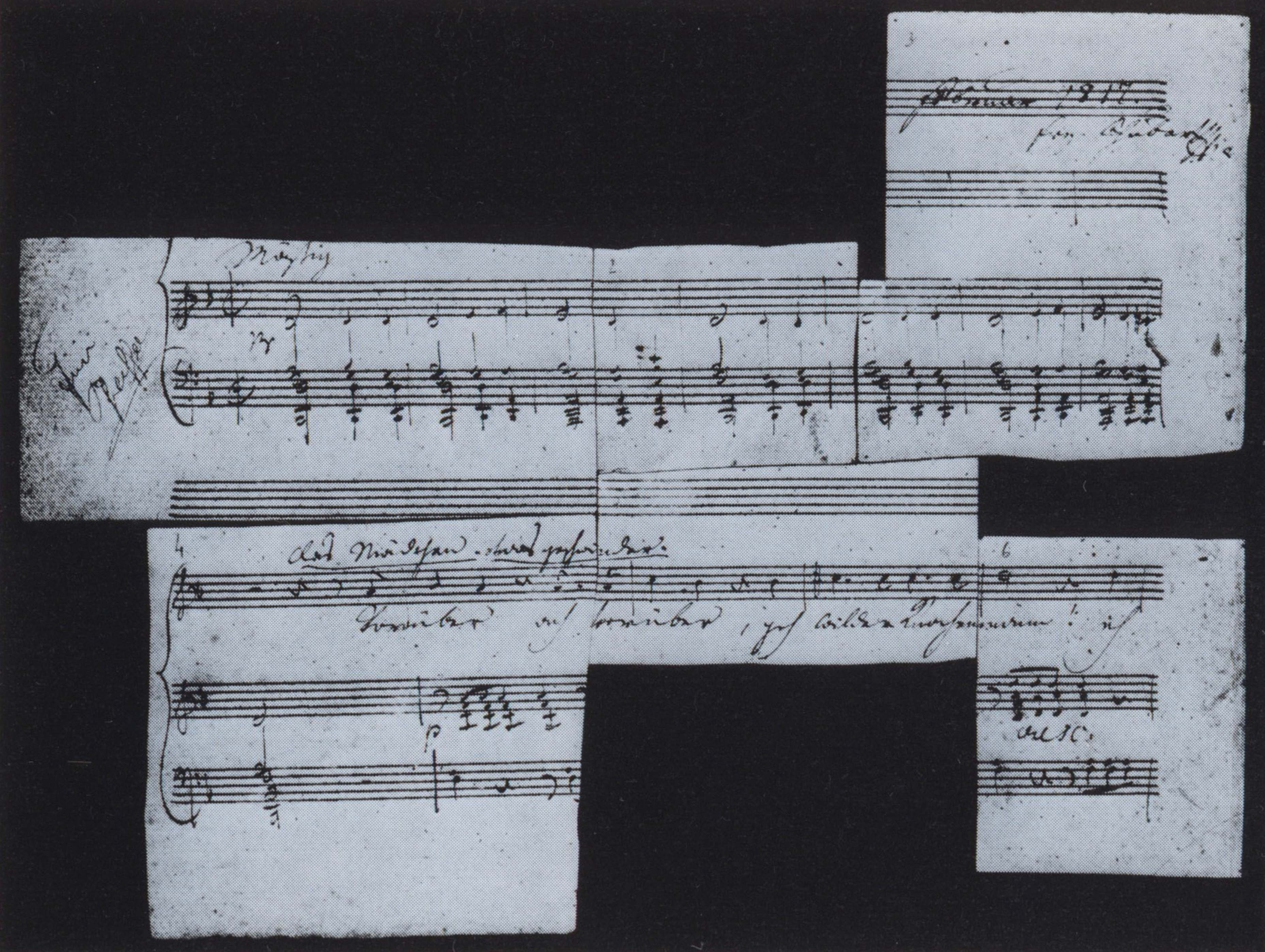
歌曲『死と乙女』の自筆譜

全4楽章、演奏時間は約40分。
- 第1楽章 アレグロ
ニ短調、4分の4拍子、ソナタ形式。
ブルックナーを予告する3主題制が見受けられる（それぞれニ短調、ヘ長調、イ長調）。第13番『ロザムンデ』や『第15番 ト長調』（作品161, D 887）、および『弦楽五重奏曲 ハ長調』（作品163, D 956）の開始楽章とともに、シューベルトの室内楽ではもっとも規模が大きく、なおかつ最も重要な作例の一つである。
- 第2楽章 アンダンテ・コン・モート
ト短調、2分の2拍子（アラ・ブレーヴェ）、変奏曲形式。
お使いのブラウザーでは、音声再生がサポートされていません。音声ファイルをダウンロードをお試しください。
この楽章の主題は前述の通り、自身が1817年に作曲した歌曲『死と乙女』のピアノ伴奏部分に基づいており、それに5つの変奏とコーダが続く。最後はト長調の主和音によって静かに終わる。
- 第3楽章 スケルツォ：アレグロ・モルト - トリオ
ニ短調 - ニ長調、4分の3拍子、複合三部形式。
再びニ短調による第3楽章は、スケルツォというよりもむしろシューベルトの一連のピアノ曲のレントラーに近い。中間部はニ長調に転調する。
- 第4楽章 プレスト - プレスティッシモ
ニ短調、8分の6拍子、ロンドソナタ形式。
切迫したタランテラ風のフィナーレ（これは第15番も同様である）である。コーダで短調から長調の凱歌に転じて消え去っていき、最後は再び短調の和音で締め括られる。

## 編曲
シューベルトの作品の中でも特に人気があるため、いくつかの作曲家の手によって編曲されており、1847年にドイツの作曲家であるローベルト・フランツによってピアノ連弾用に編曲されたほか、20世紀に入ると、イギリスの作曲家ジョン・フォウルズとアメリカ合衆国の作曲家アンディ・シュタインがそれぞれ管弦楽用に編曲した版も作られ、特にアンディ・シュタインの編曲はジョアン・ファレッタ指揮、バッファロー・フィルハーモニー管弦楽団による音源（2007年11月録音）が2009年にナクソスからリリースされている。

### マーラーによる編曲版
本作の編曲版で最も演奏されているのが、オーストリアの作曲家であるグスタフ・マーラーが1896年に弦楽合奏用に編曲したものである。同年11月19日にハンブルグで行われた定期演奏会で、マーラー自身の指揮によって第2楽章のみが演奏されたが、マーラーが生前に完成させたのはこの第2楽章のみ（しかも、厳密には第2楽章も大半が書かれていたものの、完全に編曲されたわけではなかった）であり、他の楽章は草稿のみが残された状態であった。マーラーの死後、しばらくの間はこの編曲版が世に出ることはなく、草稿はマーラーの娘アンナ・ユスティーネが所有していたものの、最終的にはデイヴィッド・マシューズとケネス・ウッズによって補筆完成された版が1985年に出版された。

## その他
また、この作品は他の分野でも影響を与えており、アリエル・ドーフマンによって書かれた戯曲『死と乙女』（1991年）は本作からインスピレーションを得て書かれたものであり、この戯曲を原作としたロマン・ポランスキー監督による映画『死と処女』（1994年）では、本作がBGMとして印象的に使用されている。